# العلاقات المالديفية المصرية
العلاقات المالديفية المصرية هي العلاقات الثنائية التي تجمع بين المالديف ومصر.

## مقارنة بين البلدين
هذه مقارنة عامة ومرجعية للدولتين:
| وجه المقارنة                                              | المالديف       | مصر           |
| --------------------------------------------------------- | -------------- | ------------- |
| المساحة (كم2)                                             | 298            | 1.01 مليون    |
| عدد السكان (نسمة)                                         | 436.33 ألف     | 94.80 مليون   |
| الكثافة السكانية (ن./كم²)                                 | 146.42 ألف     | 93.86         |
| العاصمة                                                   | ماليه          | القاهرة       |
| اللغة الرسمية                                             | اللغة الديفهي  | اللغة العربية |
| العملة                                                    | روفيه مالديفية | جنيه مصري     |
| الناتج المحلي الإجمالي (بليون دولار)                      | 4.60 مليار     | 235.37 مليار  |
| الناتج المحلي الإجمالي (تعادل القوة الشرائية) بليون دولار | 5.23 مليار     | 998.67 مليار  |
| الناتج المحلي الإجمالي الاسمي للفرد دولار أمريكي          | 8.39 ألف       | 3.61 ألف      |
| الناتج المحلي الإجمالي للفرد دولار أمريكي                 | 12.53 ألف      |               |
| مؤشر التنمية البشرية                                      | 0.706          | 0.690         |
| رمز المكالمات الدولي                                      | +960           | +20           |
| رمز الإنترنت                                              | .mv            | .eg، .مصر     |
| المنطقة الزمنية                                           | ت ع م+05:00    | ت ع م+02:00   |

## منظمات دولية مشتركة
يشترك البلدان في عضوية مجموعة من المنظمات الدولية، منها:
| علم المنظمة | اسم المنظمة                        | تاريخ انضمام المالديف | تاريخ انضمام مصر |
| ----------- | ---------------------------------- | --------------------- | ---------------- |
|             | مؤسسة التنمية الدولية              | 13 يناير 1978         | 26 أكتوبر 1960   |
|             | يونسكو                             | 18 يوليو 1980         | 22 يناير 1947    |
|             | وكالة ضمان الاستثمار متعدد الأطراف | 19 مايو 2005          | 12 أبريل 1988    |
|             | الأمم المتحدة                      | 21 سبتمبر 1965        | 24 أكتوبر 1945   |
|             | الاتحاد البريدي العالمي            | ?                     | ?                |
|             | البنك الدولي للإنشاء والتعمير      | 13 يناير 1978         | 27 ديسمبر 1945   |
|             | منظمة التعاون الإسلامي             | ?                     | 25 سبتمبر 1969   |
|             | الاتحاد الدولي للاتصالات           | 28 فبراير 1967        | 9 ديسمبر 1876    |
|             | مؤسسة التمويل الدولية              | 2 فبراير 1983         | 20 يوليو 1956    |
|             | منظمة التجارة العالمية             | ?                     | 30 يونيو 1995    |
|             | منظمة الشرطة الجنائية الدولية      | ?                     | 7 سبتمبر 1923    |

## وصلات خارجية
- موقع وزارة الخارجية المالديفية
- موقع وزارة الخارجية المصرية